# Science pathologique

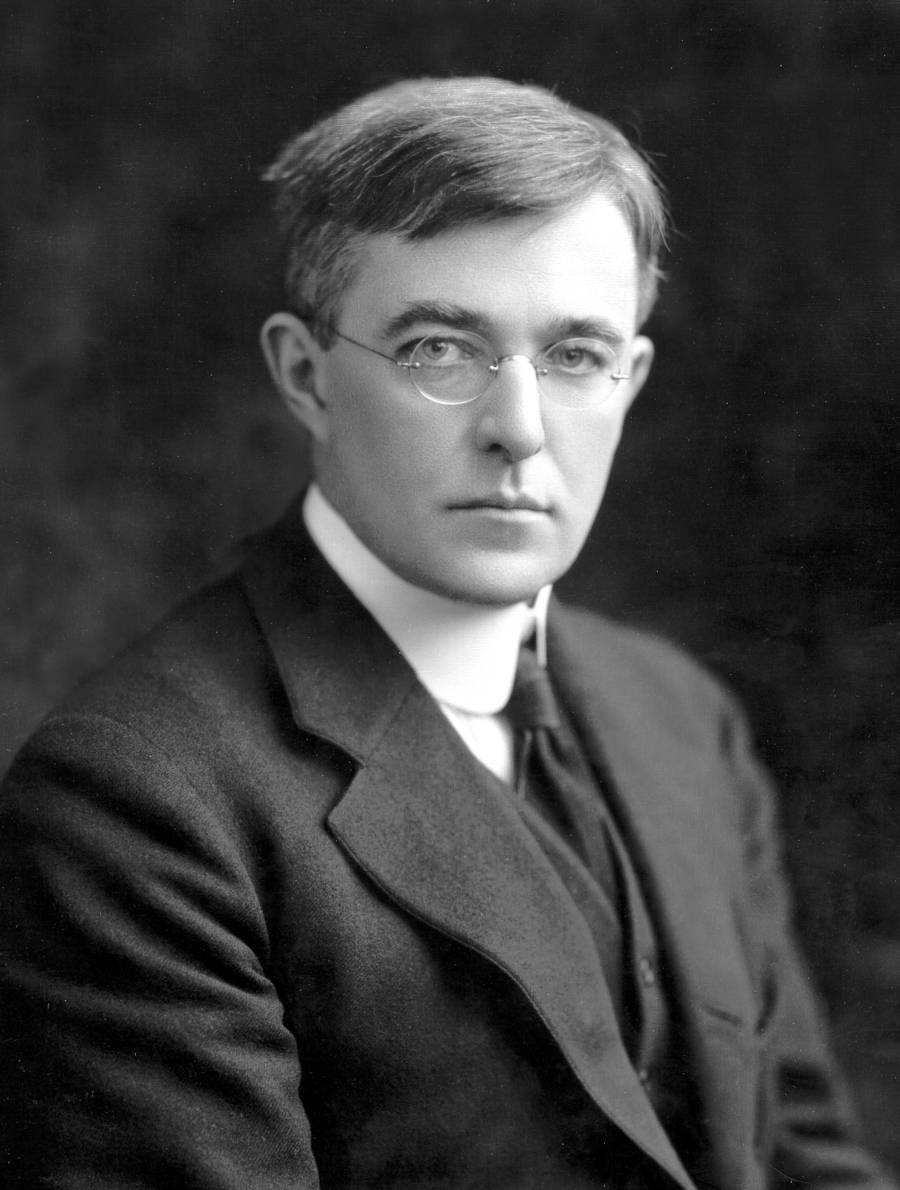
Irving Langmuir (avant 1923).

Une science pathologique est un domaine de recherche où « on justifie des résultats de recherche pour le moins surprenants par des théories fantaisistes » et où les « gens sont forcés de faire le mauvais choix […] par les effets de la subjectivité, de l’illusion et des interactions ». Le terme a été pour la première fois utilisé par Irving Langmuir, chimiste récipiendaire du prix Nobel, durant un colloque en 1953 au Knolls Atomic Power Laboratory (en). Langmuir a déclaré qu'une science pathologique ne disparaîtrait pas après avoir été abandonnée car jugée fausse par la majorité des scientifiques d'un domaine. Il les qualifia de « sciences des choses qui ne sont pas ce qu'elles sont ».
Bart Simon liste des approches dont fait partie la science pathologique : « les catégories […] telles que […] la pseudoscience, la science amateur, la science déviante et frauduleuse, la mauvaise science, la junk science et la science vulgarisée […] la science pathologique, la science de type culte du cargo et la science vaudou (en), ».

## Sources
- (en) Cet article est partiellement ou en totalité issu de l’article de Wikipédia en anglais intitulé « Pathological science » (voir la liste des auteurs).